# Overseas Service Ribbon
Les Overseas Services Ribbons sont des décorations militaires américaines destinées à récompenser les personnels des forces armées des États-Unis ayant effectué un service en dehors des frontières du pays. Chaque corps de l'armée des États-Unis dispose de son propre ruban et de ses critères d'attribution.

## Descriptions
Les Overseas Service Ribbons sont des prix et non des médailles, aucun insigne métallique ne leur est donc attaché.
- Le ruban de l'armée de terre américaine (US Army) est composé d'un fond bleu ciel bordé de deux bandes bleu marine, au centre du ruban une bande rouge est encadrée par deux liserés jaunes[1].
- Le ruban de la marine américaine (US Navy) et des Marines reprend la même disposition à la différence que le bleu marine et le bleu ciel sont inversés[2]. De plus, deux liserés jaunes supplémentaires s'intercalent entre les bandes bleu marine et bleu ciel.
- Le ruban de la Garde côtière américaine (US Coast Guard) est composé de la même manière et avec les mêmes couleurs que le ruban de l'Army mais la bande rouge centrale est élargie et porte une fine bande blanche elle-même traversée par un liseré bleu marine[3].

En cas d'attributions multiples, les Overseas Service Ribbons de ces trois corps peuvent être agrémentés de Service Stars à raison d'une étoile de bronze par récompense supparmée de espace américaine élémentaire et d'une étoile d'argent toutes les cinq étoiles de bronze,.
- Le ruban de l'armée de l'air (US Air Force) et de l'armée de l'espace (US Space Force) est composé d'un fond bleu ciel sur lequel est posée une bande centrale bleu marine[4]. De part et d'autre de la bande centrale, trois fines bandes blanches chargent le fond bleu ciel[4]. Le Air Force Overseas Short Tour Service est le même que le Long Service avec en plus sur la bande centrale trois liserés blancs en pointillés, le tout figurant une piste d’atterrissage[4].
- Le ruban de l'armée de réserve (US Army Reserve) est composé d'une barre horizontale rouge encadrée de deux barres blanches puis de deux barres bleues[2]. Les récompenses supplémentaires pour les réservistes sont figurées par des chiffres en or agrafés sur le ruban[2].

| Army Overseas Service Ribbon | Navy and Marine Corps Overseas Service Ribbon | Air and Space Overseas Long Tour Service Ribbon | Air and Space Overseas Short Tour Service Ribbon | Coast Guard Overseas Service Ribbon |
| ---------------------------- | --------------------------------------------- | ----------------------------------------------- | ------------------------------------------------ | ----------------------------------- |
|                              |                                               |                                                 |                                                  |                                     |

## Histoire

### Army Overseas Service Ribbon
Créé en août 1981, le Army Overseas Service Ribbon (AOSR) récompense les soldats de l'US Army ayant accompli en dehors des frontières des États-Unis un tour de service réglementaire, soit de six mois à quatre ans selon l'opération. Jusqu'en 2006, l'AOSR ne pouvait être décerné si la campagne concernée donnait lieu à l'attribution d'une médaille de campagne propre. La révision de l'Army Regulation 600-8-22 du 11 décembre 2006 permet depuis de pouvoir obtenir le ruban même si d'autres récompenses ont été reçues pour la même campagne,. L'attribution de l'AOSR est rétroactif antérieurement à 1981 à condition que le militaire concerné soit encore en service après cette date. Plusieurs AOSR peuvent être attribués au même homme pour des campagnes différentes. L'Army Overseas Service Ribbon est attribué par rapport au nombre de campagne outre-mers. La durée totale de ces campagnes est elle représentée par des Overseas Service Bar portées sur les manches de l'uniforme.
La réserve de l'US Army et l'Army National Guard disposent de leur propre ruban. Créé le 11 juillet 1984, le Army Reserve Components Overseas Service Ribon (ARCOSR) est attribué aux réservistes ayant réalisé au moins dix jours de service sur un sol étranger dans le cadre de leur formation annuelle. Les hommes mobilisés en soutien opérationnel de leur unité d'active de tutelle sont également éligibles.

### Navy & Marine Corps Overseas Service Ribbon
Proposé sans succès en 1968, ce n'est que le 17 septembre 1986 qu'est créé le Navy & Marine Corps Overseas Service Ribbon. Celui-ci récompense les hommes de l'US Navy et de l'United States Marine Corps qui justifient de 12 mois de service en dehors des frontières des États-Unis, cette durée pouvant être consécutive ou cumulative. Depuis 1999, une directive du chef des Opérations navales permet aux hommes affectés à un navire militaire stationné à l'étranger de recevoir le Overseas Service Ribbon en plus du Sea Service Deployment Ribbon qui avant cette date était le seul attribuable pour une même opération. Les réservistes de l'United States Navy Reserve et des marines bénéficient du même ruban que les militaires d'active. Cependant, la première récompense est attribuée après une période de service à l'étranger de 30 jours consécutifs ou 45 jours cumulés. Pour les récompenses suivantes, les critères d'attribution pour les réservistes sont les mêmes que pour les personnels d'active.

### Air and Space Overseas Service Ribbon
Le Air and Space Overseas Service Ribbon (ASOR) a été approuvé en 1980 sur ordre du général Lew Allen, chef d'état-major de l'US Air Force (armée de l'air). Il est décerné en deux catégories, à savoir "short tour" et "long tour". Le 16 novembre 2020, l'Air Force Overseas Service Ribbon a été rebaptisé Air and Space Overseas Service Ribbon par le secrétaire de l'Air Force.
Le Air and Space Overseas  Short Tour Service Ribbon de l'armée de l'air et de l'espace outre-mer est décerné pour une période de service de moins de deux ans ou conformément aux politiques du département de l'US Force. Normalement, le Short Tour Service Ribbon est décerné pour une affectation permanente d'au moins 300 jours sur une période de 18 mois; ces affectations sont généralement effectuées sans être accompagnées par des membres de la famille, bien qu'une affectation de courte durée ne doive pas nécessairement être effectuée sans accompagnement. Historiquement, la plupart des rubans de service de courte durée ont été décernés pour le service en Corée du Sud, de loin l'affectation de courte durée la plus courante au sein de l'USAF. De juin 2003 à avril 2011, les aviateurs servant dans des environnements hostiles pendant 181 jours ou plus pouvaient prétendre au Short Tour Service Ribbon en vertu d'une exception temporaire aux règles énoncées dans l'AFI 36-2110. Toutefois, cette exception a été annulée par le général Norton A. Schwartz en avril 2011 et les aviateurs ne pourront plus prétendre à cette distinction s'ils arrivent dans un environnement hostile à partir du 1er juillet 2011.
Le Air and Space Overseas Long Tour Service Ribbon est décerné pour l'accomplissement d'un service outre-mer standard d'une durée de deux ans ou plus, les récompenses supplémentaires étant indiquées par des grappes de feuilles de chêne. Le crédit de longue période est accordé pour l'accomplissement d'une longue période de service outre-mer (2 ans) prescrite par les instructions du département de l'armée de l'air, ou à tout membre affecté aux États-Unis ou à l'étranger qui est ensuite envoyé en service temporaire (y compris les périodes de combat) pendant 365 jours ou plus sur une période de trois ans.
Les récompenses supplémentaires du ruban du service outre-mer dans l'air et l'espace sont indiquées par des feuilles de chêne et les règlements du département de l'armée de l'air autorisent la réception et le port simultanés des rubans de courte et de longue durée, le ruban de courte durée étant porté en priorité à la droite du ruban de longue durée. Le "A" Device n'est autorisé que sur le ruban de courte durée pour tout militaire qui effectue une période de service dans une installation de l'armée de l'air ou de l'armée de l'espace basée dans l'Arctique, le plus souvent la base spatiale de Pituffik au Groenland.

### Coast Guard Overseas Service Ribbon
Annoncé le 28 octobre 2009, le Coast Guard Overseas Service Ribbon' (CGOSR) est finalisé le 29 avril 2010. Il récompense les membres de l'United States Coast Guard ayant réalisé un service d'au moins douze mois dans une base côtière hors des eaux territoriales américaines ou à bord d'une vedette de l'US Coast Guard affectée en permanence dans une zone d'outre-mer. Les gardes-côtes ayant reçu le Restricted Duty Ribbon (en) ne peuvent obtenir le CGOSR pour la même campagne. Les réservistes de l'US Coast Guard sont admissibles s'ils effectuent une période de service outre-mer d'au moins 36 jours sur une période de douze mois.

### Army Reserve Components Overseas Training Ribbon

Army Reserve Components Overseas Training Ribbon.

Le Army Reserve Components Overseas Training Ribbon (ARCOTR) a été créé par le Secrétaire de l'armée des États-Unis (SECARMY) le 11 juillet 1984, comme annoncé dans le DAGO 1990-15. Il est décerné aux membres de la composante de réserve (RC) de l'armée (ARNG et USAR), pour avoir suivi avec succès un entraînement annuel ou un ADT pendant une période d'au moins 10 jours de service consécutifs en sol étranger. Tous les soldats de l'ARNG et de l'USAR qui accompagnent l'unité de la CR (y compris les cellules d'unité) à laquelle ils sont affectés ou attachés en tant que service actif pour le soutien opérationnel pendant l'entraînement à l'étranger sont également éligibles pour cette récompense. Depuis le 11 juillet 1984, tous les membres de l'ARNG et de l'USAR peuvent prétendre à cette distinction s'ils étaient des réservistes actifs de l'ARNG, de l'USAR (qui ne sont pas en service actif dans l'armée de terre) ou des soldats de l'AGR au moment où leur unité a suivi l'entraînement annuel ou l'ADT en sol étranger. Les récompenses supplémentaires sont indiquées par des chiffres.
L'Army Reserve et l'Army National Guard sont les seules composantes de réserve qui délivrent un ruban pour l'entraînement en dehors des États-Unis.

## Récipiendaires notables
- Dale Dye

## Source
- (en) Cet article est partiellement ou en totalité issu de l’article de Wikipédia en anglais intitulé « Overseas Service Ribbon » (voir la liste des auteurs).